# Грађевинска техничка школа „Бранко Жежељ” Звездара
Грађевинска техничка школа „Бранко Жежељ” Звездара је средња школа. Налази се на Звездари, у улици Хајдук Станкова 2 у Београду.

## Историјат
Основана је септембра 1924. године, као Државна средња техничка школа. Током историје пролазила је кроз реформе и неколико пута мењала име. Садашњи назив школе је Грађевинска техничка школа „Бранко Жежељ“ са седиштем у Београду.
Школа заузима око 6400 м2 простора и располаже са 13 учионица, 15 кабинета, салом за физичко, библиотеком и ученичким клубом. У оквиру ваннаставних активности организоване су радне секције, неке од њих су: шаховска, литерарна, музичка, драмска, новинарска, историјска, географска, еколошка, планинарска, као и спортске секције. Грађевинска техничка школа „Бранко Жежељ” школује грађевинске техничаре и архитектонске техничаре. Опремљена је са око 170 рачунара, великим бројем пројектора и другим савременим наставним средствима.
Будући ученици се образују и усавршавају у области геодезија и грађевинарство. Након завршетка школовања, дипломирани техничари су оспособљени да раде у пројектном бироу на изради техничке документације, изради цртежа ручно или у АutoCAD-у, да стечена знања из програмских пакета Project Мanagement и NormaBase примене при изради предмера и предрачуна, цртају планове арматуре, раде извод и спецификацију арматуре, организују посао на градилишту, воде грађевински дневник и грађевинску књигу и многе друге послове.
Школа је добила име по Бранку Жежељу, који је био српски грађевински инжењер, конструктор и иноватор, академик, професор универзитета, учесник Народноослободилачке борбе и члан САНУ.